# Pro Evolution Soccer Management
Pro Evolution Soccer Management (також відома як PESM або PES Manager/Management) — це футбольна відеогра, випущена ексклюзивно в Європі 24 березня 2006 року. Це друга футбольна менеджмент-гра в серії Pro Evolution Soccer.

## Геймплей
Гра розгортається в сезоні 2005—2006 років. На початку гри гравцеві потрібно вибрати клуб, яким ви хочете керувати. У гравця є вибір із 114 клубів із 6 різних ліг. Це:
- Англійська Прем'єр-ліга
- Ла-Ліга
- Італійська Серія А
- Німецька Бундесліга
- Французька Ліга 1
- Ередивізі

Після кожного завершеного матчу гравець отримує Очки Слави. Їх можна витрачати для розблокування певних гравців, додаткові функції тощо. Для того, щоб очолити інший клуб, вам потрібно накопичити певну кількість Очок Слави (чим кращий клуб ви хочете очолити, тим більше вам потрібно Очок Слави). Залишаючись у клубі довше, ви зароблятимете більше Очок Слави за кожен матч.

## Відгуки
Гра отримала досить негативні відгуки, в основному через велику кількість неліцензійних функцій у грі. Деякі головні тренери команд і назви команд неправильні. Крім того, у грі було багато неліцензованих гравців, які не відображалися в результатах пошуку.
Іншим предметом критики стала відсутність нижчих дивізіонів, внаслідок чого склад ліги не змінювався від сезону до сезону, адже найгірші команди не вилітали з дивізіону, й, відповідно, переможці нижчих дивізіонів не отримували підвищення у класі.